# トーマス・ハンプソン
トーマス・ウォルター・ハンプソン（Thomas Walter Hampson, 1955年6月28日 - ）は、アメリカ合衆国生まれのオペラ歌手（バリトン）である。

## 経歴
アメリカ合衆国、インディアナ州のエルクハートに生まれる。1978年、79年の夏の間にウェスト音楽アカデミーでマルシアル・サンゲールらに学び、そこでロッテ・レーマン賞を受賞。南カリフォルニア大学に進み、マルシャル・サンゲルとホルスト・ギュンターに師事。1981年、メトロポリタン歌劇場のオーディションで1位を獲得。その後ヨーロッパに渡り、デュッセルドルフのライン・ドイツ・オペラでデビューした。1985年からチューリッヒ歌劇場で、モーツァルトのオペラなどを歌い、次第に国際的に注目を集める。1986年、メトロポリタン歌劇場でモーツァルトの『フィガロの結婚』を歌いデビュー。同年、レナード・バーンスタインのオーディションに招かれ、1987年にプッチーニの『ラ・ボエーム』をバーンスタイン指揮、サンタ・チェチーリア国立アカデミー管弦楽団の演奏で歌う。1988年ザルツブルク音楽祭出演。その後バーンスタイン指揮のウィーン・フィルハーモニー管弦楽団と共にマーラーの歌曲『さすらう若人の歌』、『亡き子をしのぶ歌』などを録音するなど世界的に活躍している。
ニューイングランド音楽院、ウィットワース大学、サンフランシスコ音楽院の名誉教授である。
これまでにバーンスタインやアーノンクール、テンシュテット、ラトルなど世界的指揮者と共演している。

## 評価
これまでに170を超える録音を行っている。受賞が多く、グラミー賞に6度ノミネートしており、1度受賞している。またエディソン賞も5回、フランス・ディスク大賞、グラモフォン賞、エコー・クラシック賞、コンセルトヘボウ賞やその他多数の賞も受賞している。ウィーン国立歌劇場の宮廷歌手の称号、フランス芸術文化勲章コマンドール、2017年にはヴォルフ・メダルを授与されている。
オペラでは80以上の役のレパートリーを持ち、モーツァルトやロッシーニはもちろん、チャイコフスキーなども含まれる。一方、屈指のリート歌手としても知られており、とりわけシューベルトやマーラーの歌曲は高く評価されている。

## 主なレパートリー

### オペラ
- グルック：『トーリードのイフィジェニー』のオレスト
- モーツァルト：『ドン・ジョヴァンニ』のドン・ジョヴァンニ、『フィガロの結婚』のアルマヴィーヴァ伯爵
- ロッシーニ：『ギヨーム・テル』のギヨーム・テル
- ヴェルディ：『ドン・カルロ』のロドリーグ
- トマ：『ハムレット』のハムレット
- ショーソン：『アルテュス王』のアルテュス王
- マスネ：『タイス』のアタナエル、『ウェルテル』のアルベール

など

### 歌曲
（作曲者名のみ）
- マーラー
- シューベルト
- シューマン
- マイアベーア
- フォスター
- グリフス

など